# The Misery Brothers
The Misery Brothers es una película estadounidense del género comedia de 1995, dirigida por Lorenzo Doumani, producida por Rick Bassman, escrita por Gary Ross, a cargo de la musicalización estuvo Sidney James y al elenco lo integran Leo Rossi, Lorenzo Doumani, Gary Ross y Lou Ferrigno, entre otros.

## Sinopsis
Dos hermanos heredan 200 millones de dólares de su padre mafioso, pero hay algunas reglas que cumplir, deben estar alejados de problemas durante un año, y además, tienen que contraer matrimonio. Para ellos, no va a ser nada sencillo.